# Torre Ejecutiva
Der Torre Ejecutiva ist ein Bauwerk in der uruguayischen Landeshauptstadt Montevideo.
Dabei handelt es sich um ein 56 Meter hohes 12-stöckiges Gebäude mit 29.400 m² Nutzfläche im Zentrum Montevideos. Es liegt am Plaza Independencia neben dem ebenfalls dort befindlichen Palacio Estévez. Es wurde nach einer 46 Jahre währenden Prozedur mit ungewöhnlich langer Zeit vom Beginn der Errichtung im Jahre 1963 bis zum Beginn der Nutzung erst am 25. Mai 2009 eingeweiht. Ursprünglich war geplant, dass es als Palacio Judical dem uruguayischen Justizwesen zur Verfügung stehen sollte. Nachdem jedoch die Frente Amplio-Regierung die Regierungsgeschäfte übernommen hatte, entschied diese, den Ankauf des Gebäudes zu vollziehen und leitete die Fertigstellung im Jahre 2008 ein.
Derzeit befindet sich dort der Sitz des Präsidenten von Uruguay, der sein Büro in den oberen drei Etagen des Torre Ejecutiva hat, die exklusiv dem Präsidialamt zur Verfügung stehen. Die unteren neun Etagen sind in zwei Sektoren geteilt. Dort sind im ersten Abschnitt mit Blick auf den Plaza Independencia folgende Institutionen beheimatet: das Präsidialamt, die Oficina de Planeamiento y Presupuesto (das Haushalts- und Planungsamt) und das Oficina Nacional de Servicio Civil (das Nationale Zivildienstamt).
Im zweiten Sektor an der Calle San José sind Büros der Verwaltung sowie internationaler Organisationen untergebracht.
Die Errichtung des Gebäudes in der zweiten Phase der Fertigstellung übernahm das Architekten-Konsortium Estudio Cinco.

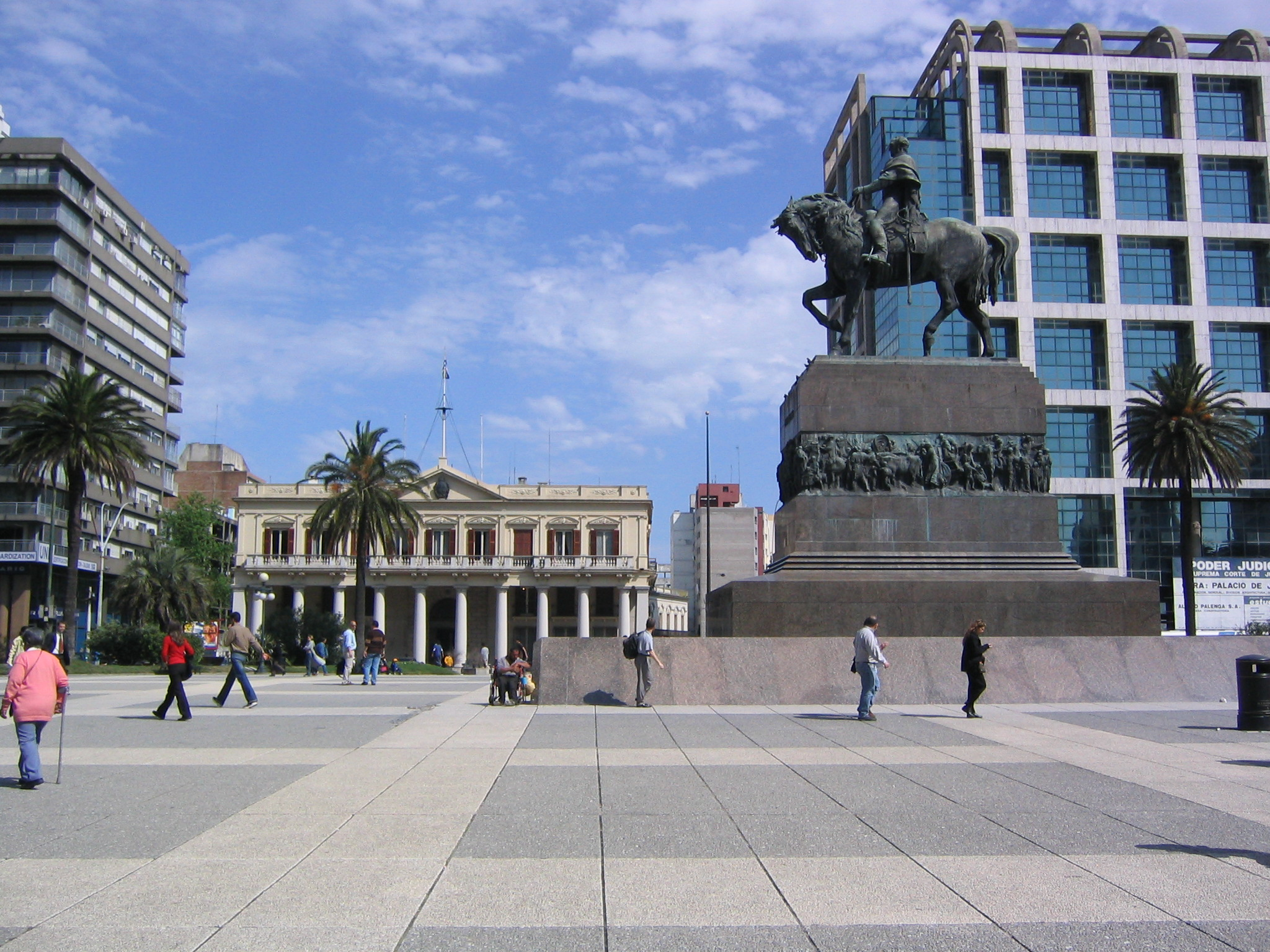
Torre Ejecutiva (rechts)
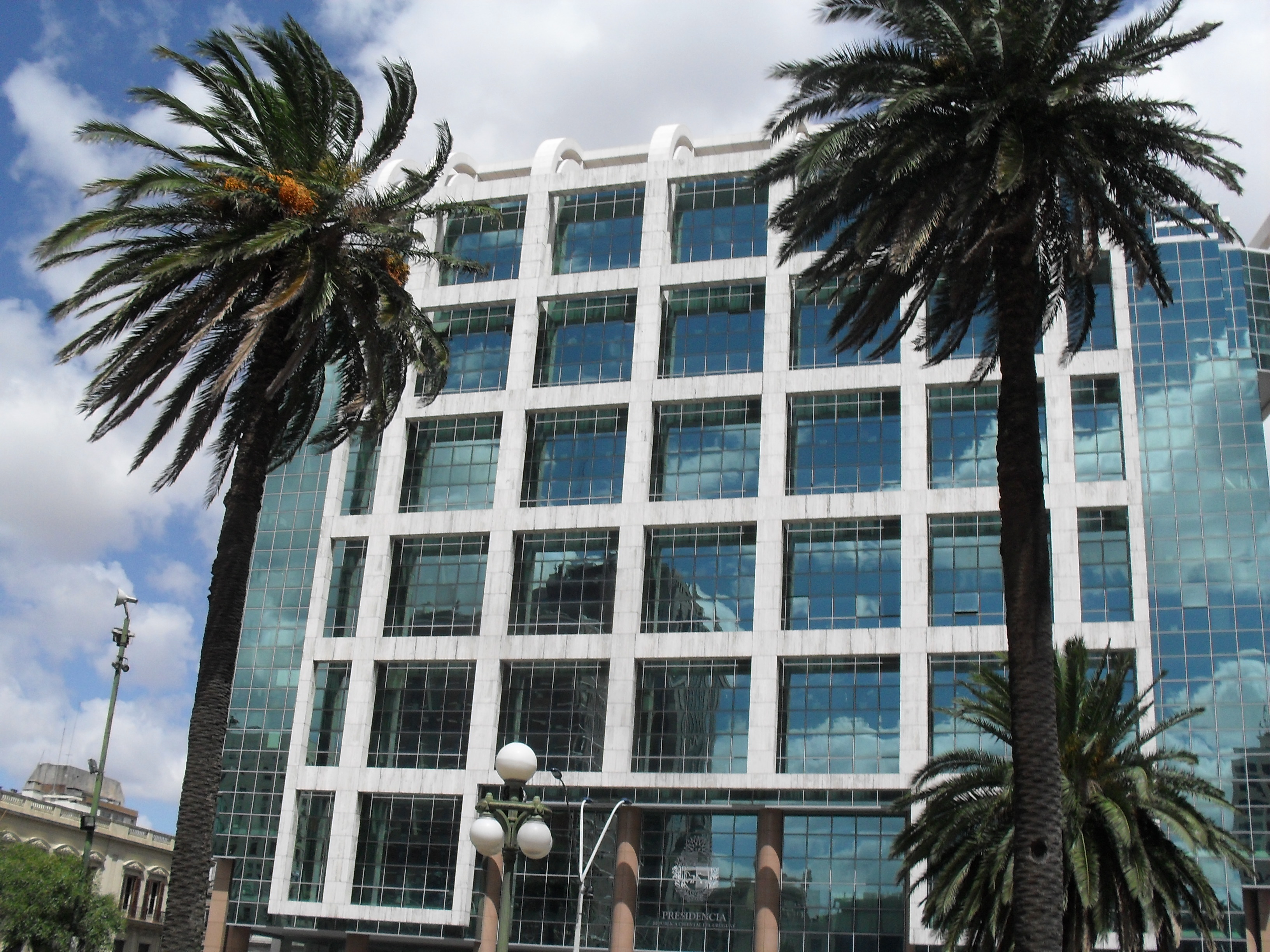
Torre Ejecutiva
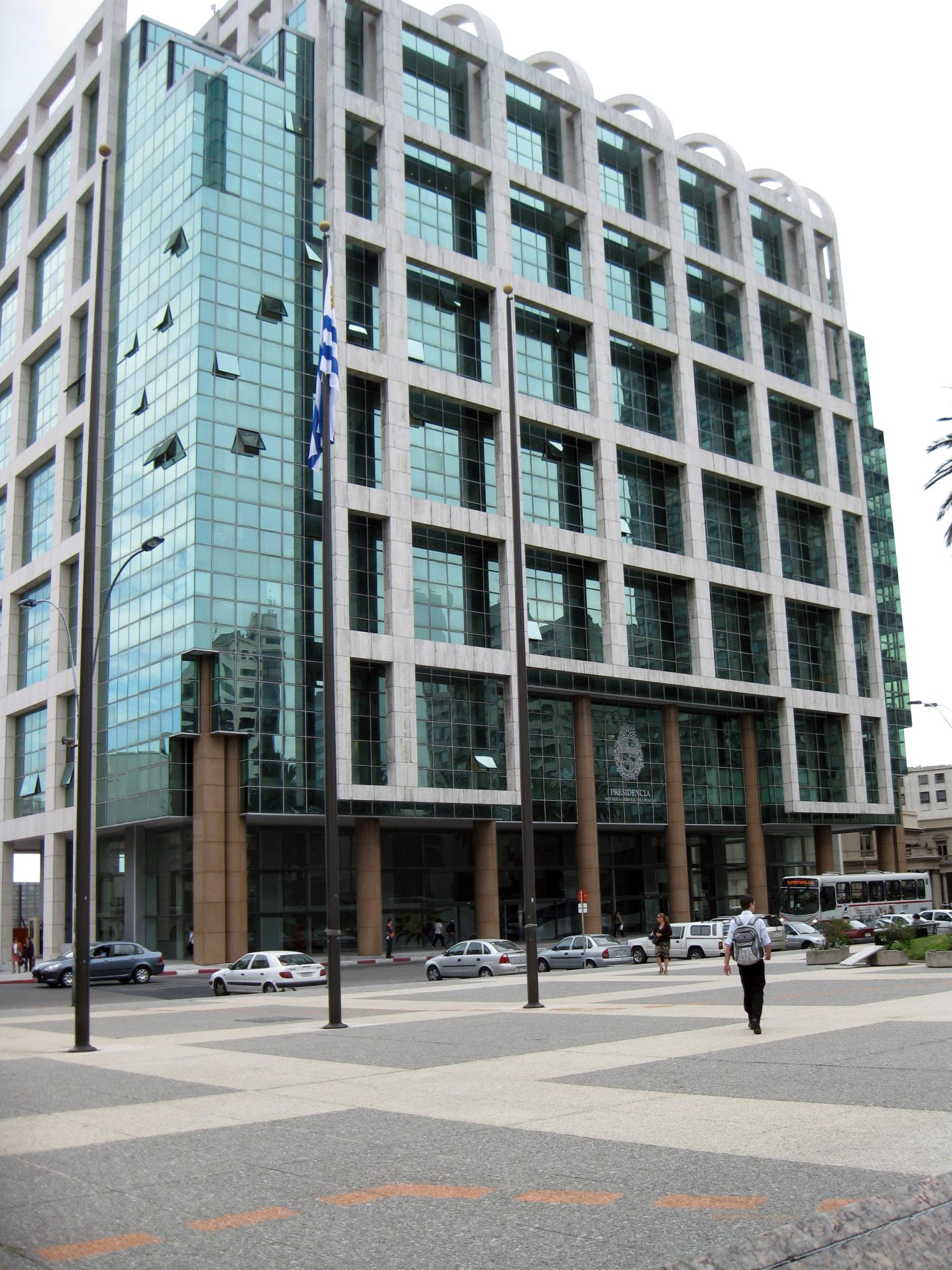
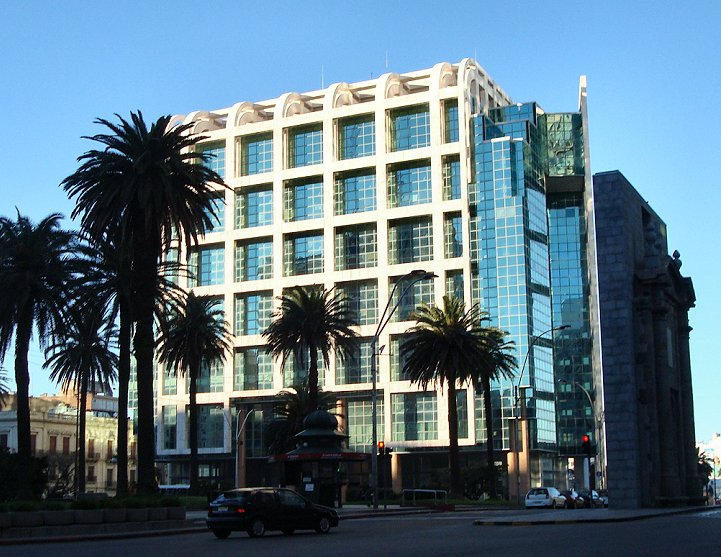